# Pihtla (commune)
Pihtla (en estonien : Pihtla vald) était une municipalité rurale du Comté de Saare en Estonie. Elle s'étendait sur 228,11 km2. 
Sa population était de 1 337 habitants(01.01.2012).
En octobre 2017, la commune a fusionné avec la commune de Saaremaa.

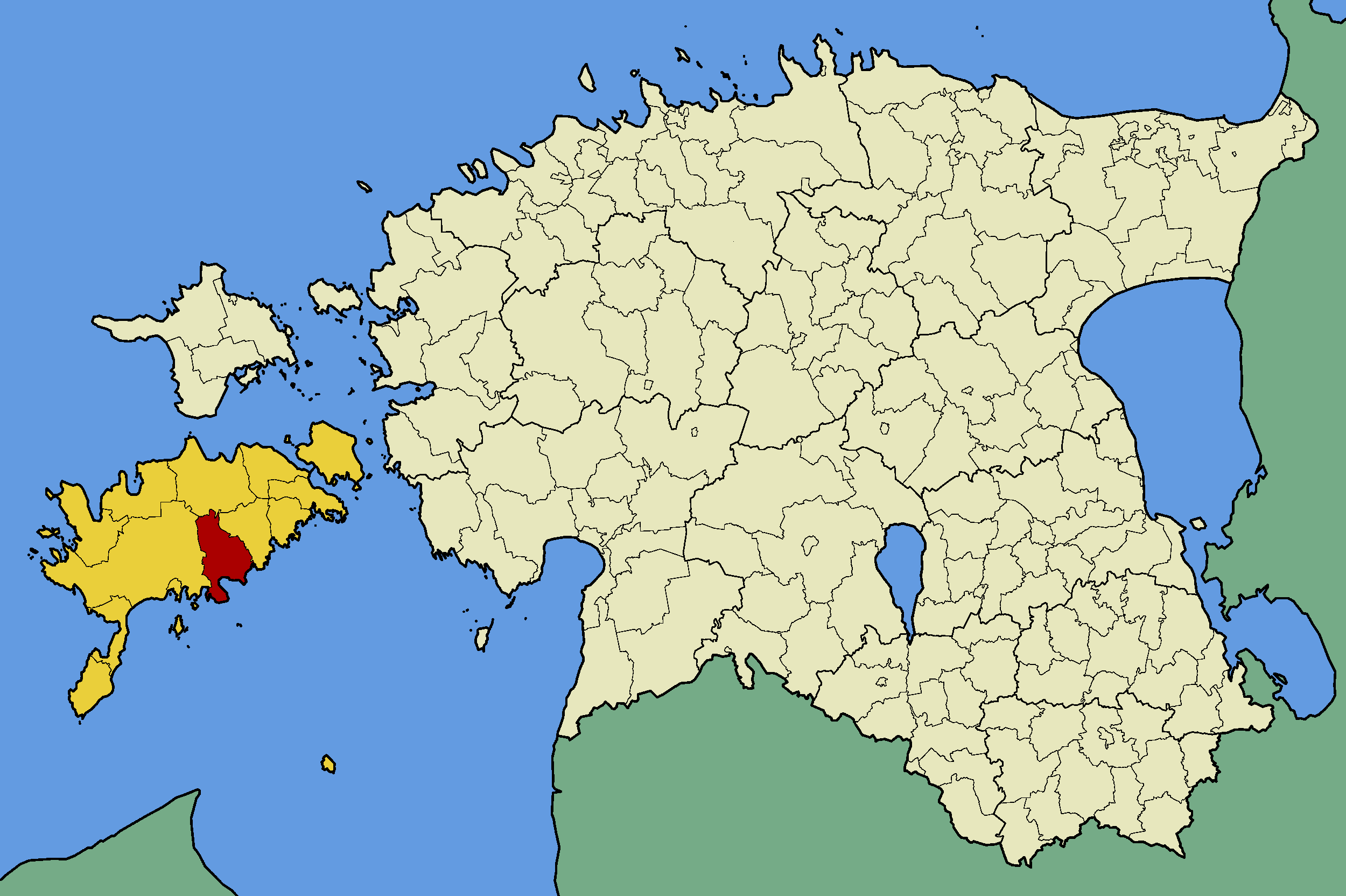
Commune de Pihtla (en rouge) dans le Comté de Saare (en jaune).

## Municipalité
La commune regroupait 41  villages:

### Villages
Eiste, Ennu, Haeska, Hämmelepa, Iilaste, Ilpla, Kaali, Kailuka, Kangrusselja, Kiritu, Kuusiku, Kõljala, Kõnnu, Laheküla, Leina, Liiva, Liiva-Putla, Masa, Matsiranna, Metsaküla, Mustla, Nässuma, Pihtla, Püha, Rahniku, Rannaküla, Reeküla, Reo, Räimaste, Sagariste, Salavere, Sandla, Sauaru, Saue-Putla, Sepa, Sutu, Suure-Rootsi, Tõlluste, Vanamõisa, Väike-Rootsi, Väljaküla